# Melchior des Prez
Melchior des Prez (* nach 1521; † 1572, wohl im Dezember), Seigneur de Montpezat, du Fou etc., war ein französischer Adliger.

## Leben
Melchior des Prez war der älteste Sohn von Antoine de Lettes-Desprez de Montpezat, Marschall von Frankreich († 1544), und Lyette, Dame du Fou. Er wurde Maître des Eaux et Forêts und Seneschall des Poitou, Lieutenant du Roi en Guyenne, Gentilhomme ordinaire de la chambre de Roi, Lieutenant de la compagnie des 100 Lances du Duc de Guise.

## Ehe und Familie
Melchior des Prez heiratete per Ehevertrag vom 26. Juni 1560(1541/42–1611) Henriette de Savoie, Marquise de Villars, Tochter von Honorat II. de Savoie, marquis de Villars und Marschall von Frankreich, und Francoise de Foix, Vicomtesse de Castillon. Ihre Kinder waren:
- Emmanuel Philibert, Marquis de Villars († 1621 bei der Belagerung von Montauban); ⚭ Éléonore Thomassin, Demoiselle de Montmartin (Tante von Emmanuel d’Averton, der einer der Miterben von Pressigny) wurde
- Claude († nach 1597)
- Henri († 1619), zum Bischof von Montauban ernannt, trat 1595 ohne Weihe zurück, Marquis de Montpezat; ⚭ Claire-Suzanne de Gramont, Dame d’Aster, Tochter von Antoine I. de Gramont, Souverain de Bidache, Baron de Gramont, Comte de Guiche, Vicomte d’Aster[5] (Haus Gramont)
- Jacques († 1616)
- Madeleine; ⚭ Honoré/Rostaing de La Baume de Suze, Sohn von François de La Baume und Françoise de Lévis, Eltern von Jacques-Honorat de La Baume de Suze, Marquis de Villars
- Gabrielle († 1653); ⚭ 1595 Jean de Saulx (* 1555; † 1630), Vicomte de Tavannes, Sohn von Gaspard de Saulx, seigneur de Tavannes, Marschall von Frankreich, und Françoise de La Baume-Montrevel
- Éléonore; ⚭ 1588 Gaspard de Pontevès (* 1557; † 1610), Großseneschall der Provence
- Marguerite († 1650)

Henriette de Savoie heiratete am 23. Juli 1576 in zweiter Ehe Charles II. de Lorraine, duc de Mayenne, Admiral von Frankreich, Sohn von François de Lorraine, duc de Guise, und Anna d’Este, mit dem sie vier weitere Kinder bekam. Sie starb am 14. Oktober 1611.